# Гай Карин (претор)
Гай Албий Карин (на латински: Gaius Albius Carrinas) e политик и военачалник на Римската република през 1 век пр.н.е. Произлиза от фамилията Албии с когномен Карин.
По време на гражданската война той е привърженик на Гай Марий в борбата против Луций Корнелий Сула. През 83 пр.н.е. e командир на малка войска против Помпей Велики. След това е легат при Гней Папирий Карбон. През 82 пр.н.е. е претор. Генерал е на популарите. През март e разбит от Квинт Цецилий Метел Пий в битката при река Езис (Aesis) в Умбрия. Победен е и от Помпей Велики и Марк Лициний Крас при Сполето.
Карин се присъединява с войската си към Брут Дамасип, Гай Марций Цензорин и самнитите с Понтий Телезин и тръгват към Пренест, където се е настанил с войските си Гай Марий Младши. Генерал Квинт Лукреций Офела, военачалник на Луций Корнелий Сула, превзема града и залавя Гай Марий Младши. След бягството на Карбон в Африка, Карин марширува към Рим. След загубата на Битката при Колинската врата на 1 ноември 82 пр.н.е. той заедно с други привърженици на Марий се опитва да избяга, но е убит по нареждане на Сула. Телата на убитите са изпратени в Пренест.
Баща е на Гай Карин (* ок. 80 пр.н.е.; суфектконсул 43 пр.н.е.), който е определен около 54 пр.н.е. от Квинт Цецилий Метел Непот (консул 57 пр.н.е.) за наследник.